# Епархия Аллеппи
Епархия Аллеппи (лат. Dioecesis Alleppeyensis) — епархия Римско-Католической церкви c центром в городе Аллеппи, Индия. Епархия Аллеппи входит в митрополию Тривандрума. Кафедральным собором епархии Аллеппи является церковь Пресвятой Девы Марии Кармельской.

## История
19 июня 1952 года Римский папа Пий XII выпустил буллу Ea Redemptoris, которой учредил епархию Аллеппи, выделив её из епархии Кочина. В этот же день епархия Аллеппи вошла в митрополию Вераполи.
3 июня 2004 года епархия Аллеппи вошла в митрополию Тривандрума.

## Ординарии епархии
- епископ Michael Arattukulam (19.06.1952 — 28.04.1984);
- епископ Peter Michael Chenaparampil (28.04.1984 — 9.12.2001);
- епископ Stephen Athipozhiyil (9.12.2001 — 11.10.2019);
- епископ James Raphael Anaparambil (11.10.2019 — present);

## Источник
- Annuario Pontificio, Ватикан, 2007
- Булла Ea Redemptoris, AAS 44 (1952), стр. 801 (лат.)